# Hradčanská galerie Josefa Kalouska

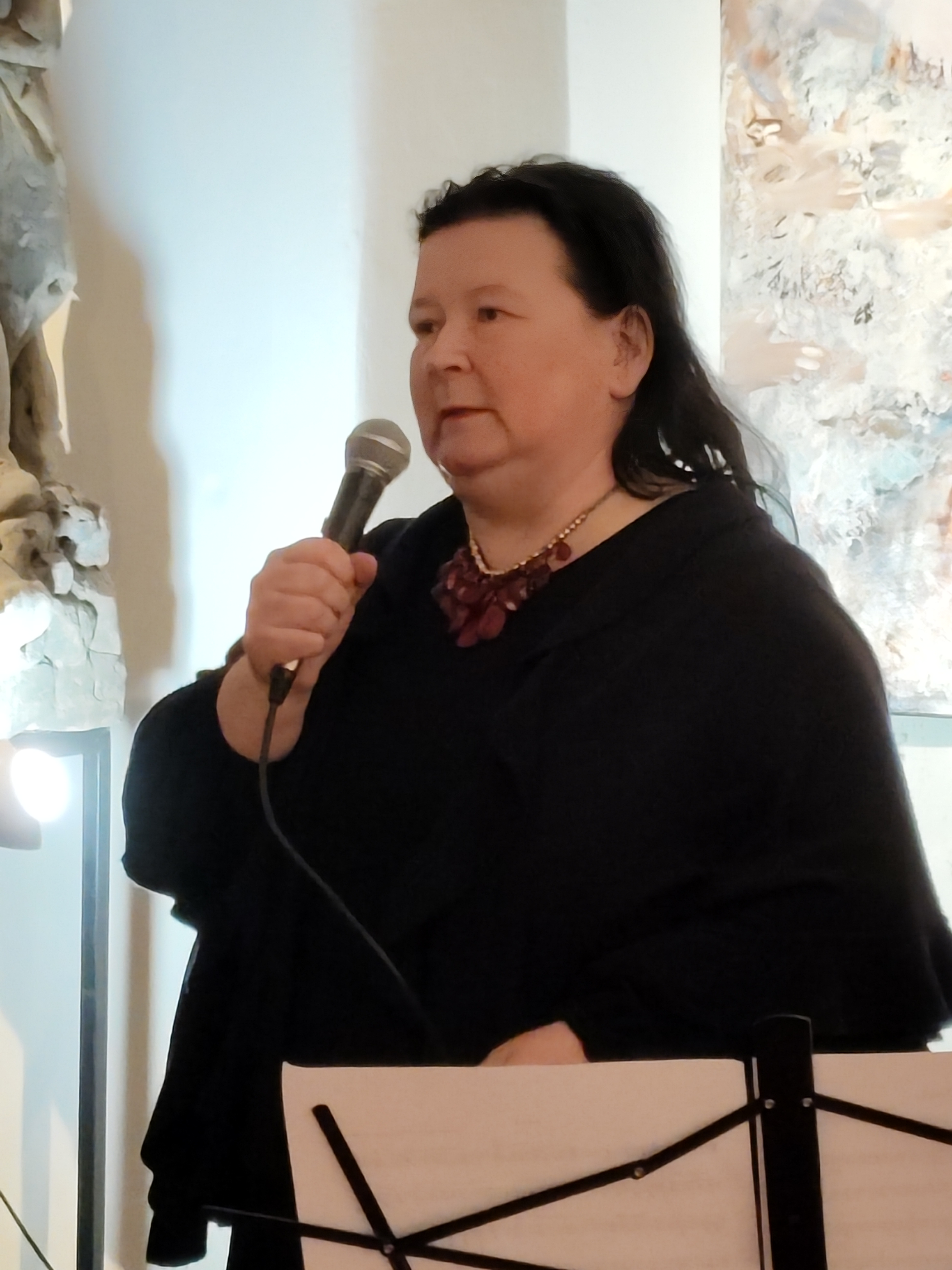
Světlana Kalousková

Hradčanská galerie Josefa Kalouska se nachází mezi hradčanskými paláci (v blízkosti Pražského Hradu i budov Národní galerie) v bývalé konírně ve dvoře v kanovnickém domě v klidné zóně na Hradčanském náměstí číslo 12. Galerii založil (a až do roku 2023 vlastnil) v roce 1992 malíř Josef Kalousek, který také nad galerií nechal zbudovat obytný prostor. Výstavní činnost začala galerie provozovat od roku 1994. Byla koncipována jako komorní obrazová síň a to nejen jako galerie (zaměřená zvláště na pražské umělce), ale i jako místo, kde se propojuje výtvarné umění s hudbou, literaturou, divadlem, nebo tancem. Komornost galerie podtrhuje malé nádvoří a zahrádka, kde lze vystavovat sochy a jiné umělecké objekty.
V „řízení provozu“ galerie se manželé Josef Kalousek a jeho žena Světlana Kalousková vzájemně dobře doplňovali a vytvářeli na pražské kulturní scéně výrazně působící sehranou dvojici: Josef Kalousek byl umělcem a vizionářem, zatímco jeho žena Světlana se soustředila na praktický chod rodinné galerie, kde působila jako dramaturgyně výstav a galeristka. Společně manželé vedli galerii až do roku 2023, kdy Josef Kalousek zemřel. Po jeho skonu převzala Hradčanskou galerii plně do svých rukou Světlana Kalousková.

## Podrobněji

### Sdružení umělců
Zároveň se kolem Hradčanské galerie soustřeďuje asi stovka slovanských, českých a slovenských výtvarných umělců – malířů i sochařů (zejména těch mladých, jimž je zde dáván prostor). Existuje zde i početná skupina stálých autorů mezi něž patří:
- restaurátorka, malířka a sochařka Jana Kremanová (* 9. února 1938 Praha);
- akademický malíř Jan Vlček (* 13. května 1940, Slavíkovice);
- akademický malíř a ilustrátor Jiří Peca (* 30. března 1952 Sirákovice u Čáslavi);
- akademický malíř Ivan Šnobl (* 24. ledna 1951 Praha);
- akademický malíř Bedřich Budil (* 3. října 1943 Praha);
- sklářský výtvarník, malíř, kreslíř a pedagog Jiří Šuhájek (* 14. dubna 1943 Pardubice)
- sklářský výtvarník, malíř a designér Petr Larva (* 28. ledna 1972);
- sochařka, básnířka, kreslířka a vysokoškolská pedagožka Ellen Jilemnická (* 6. února 1946 Hradec Králové)
- a další.

Mezi stálé autory galerie také před lety patřili:
- malířka, grafička a pedagožka Helena Slavíková Hrušková (1924–2023);
- malíř a kreslíř Petr Šmaha (1945–2021);
- akademický sochař a pedagog Jiří Kryštůfek (1932–2014)
- a další.

Další skupinou umělců, které galerie sdružuje jsou reprezentanti figuralismu a realismu školy Karla Součka na Pražské akademii.

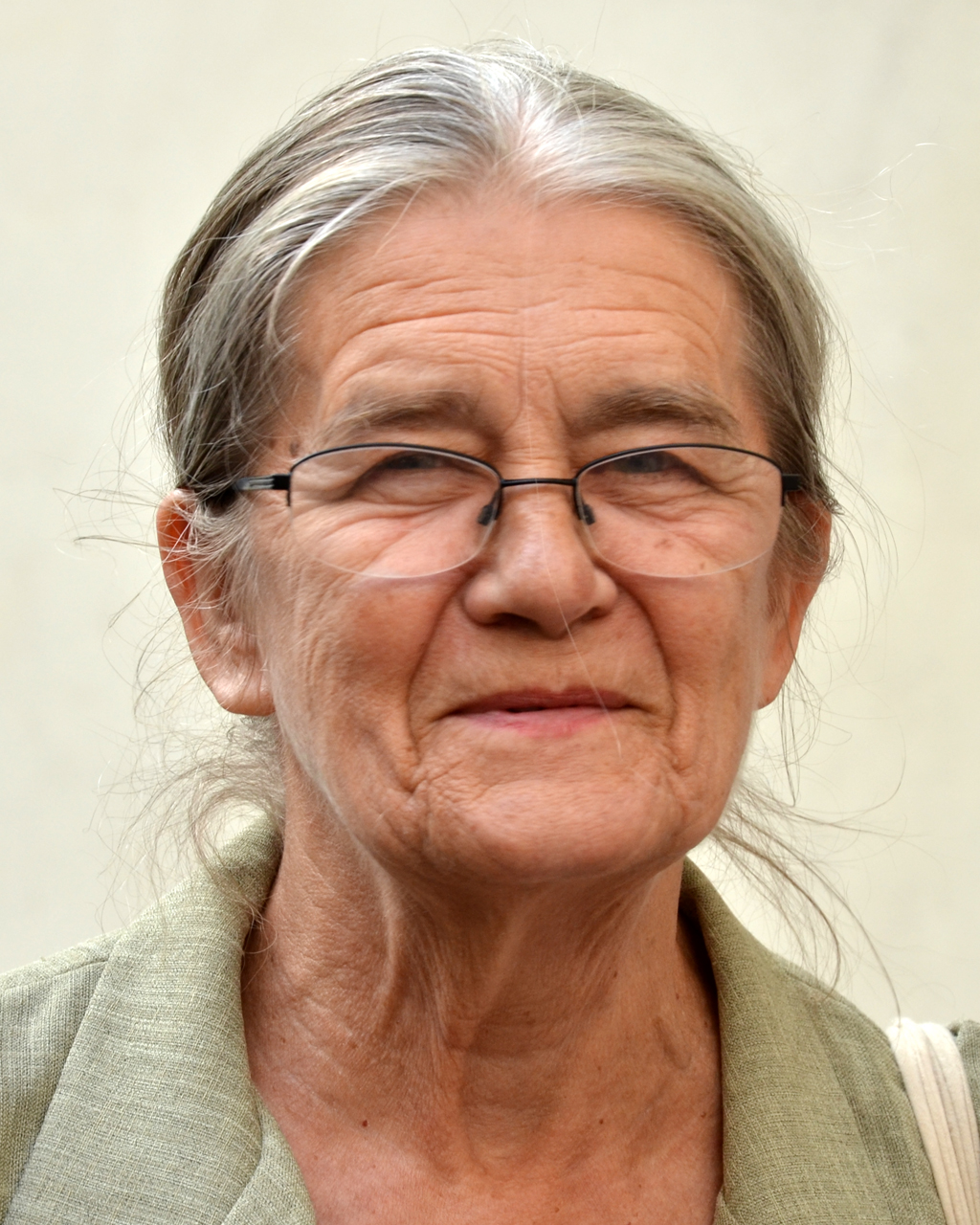
Jana Kremanová
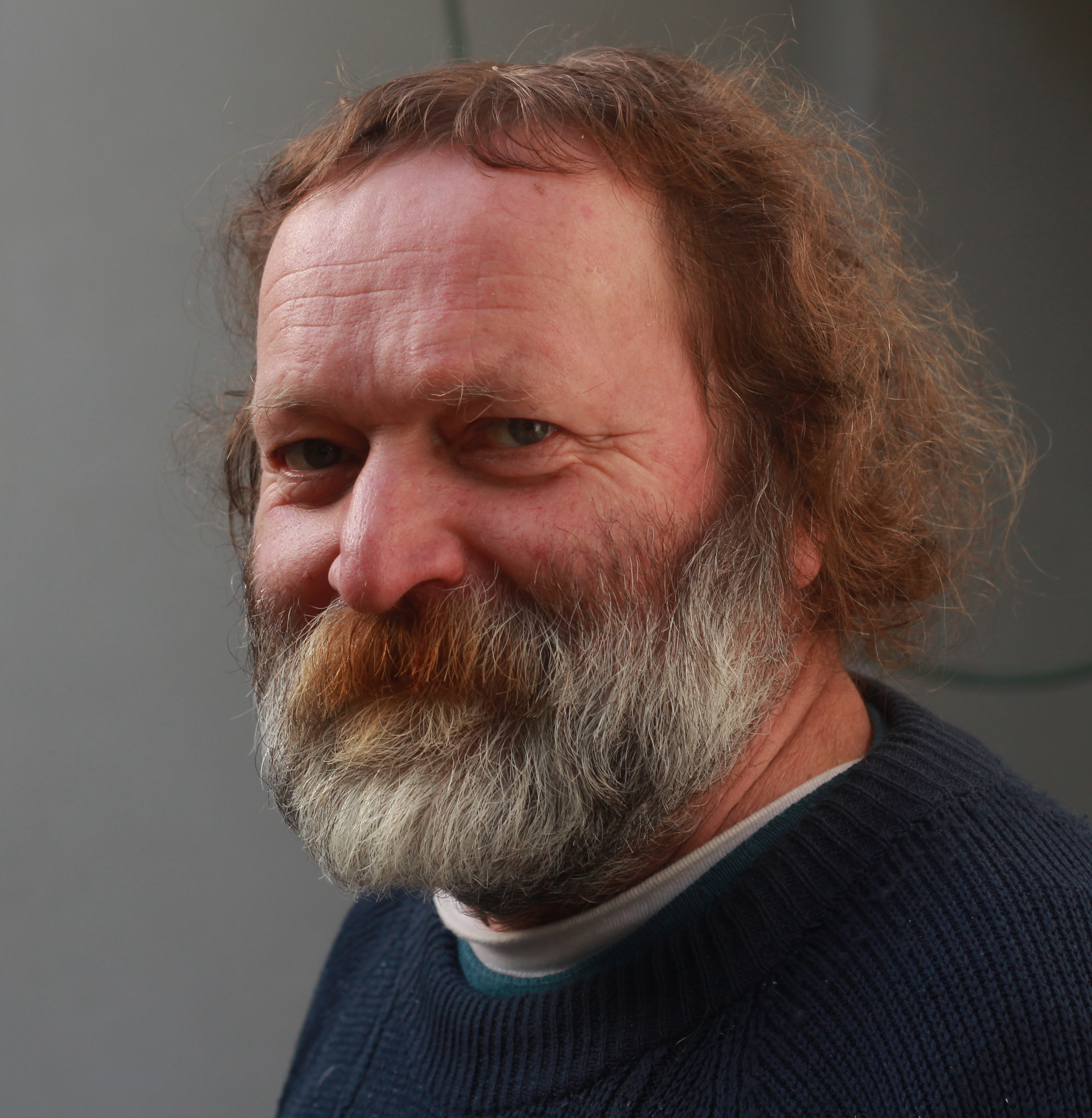
Ivan Šnobl
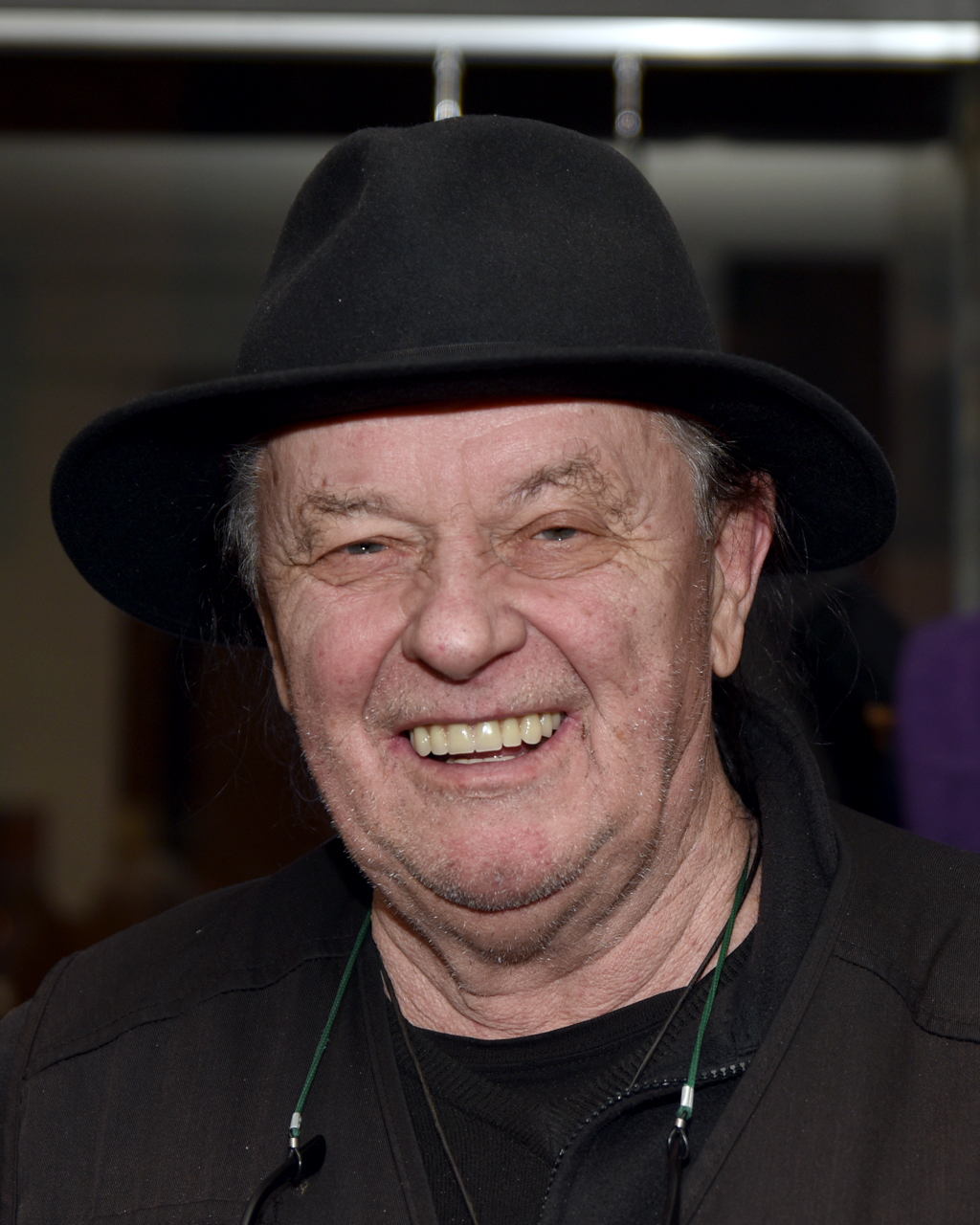
Jiří Šuhájek
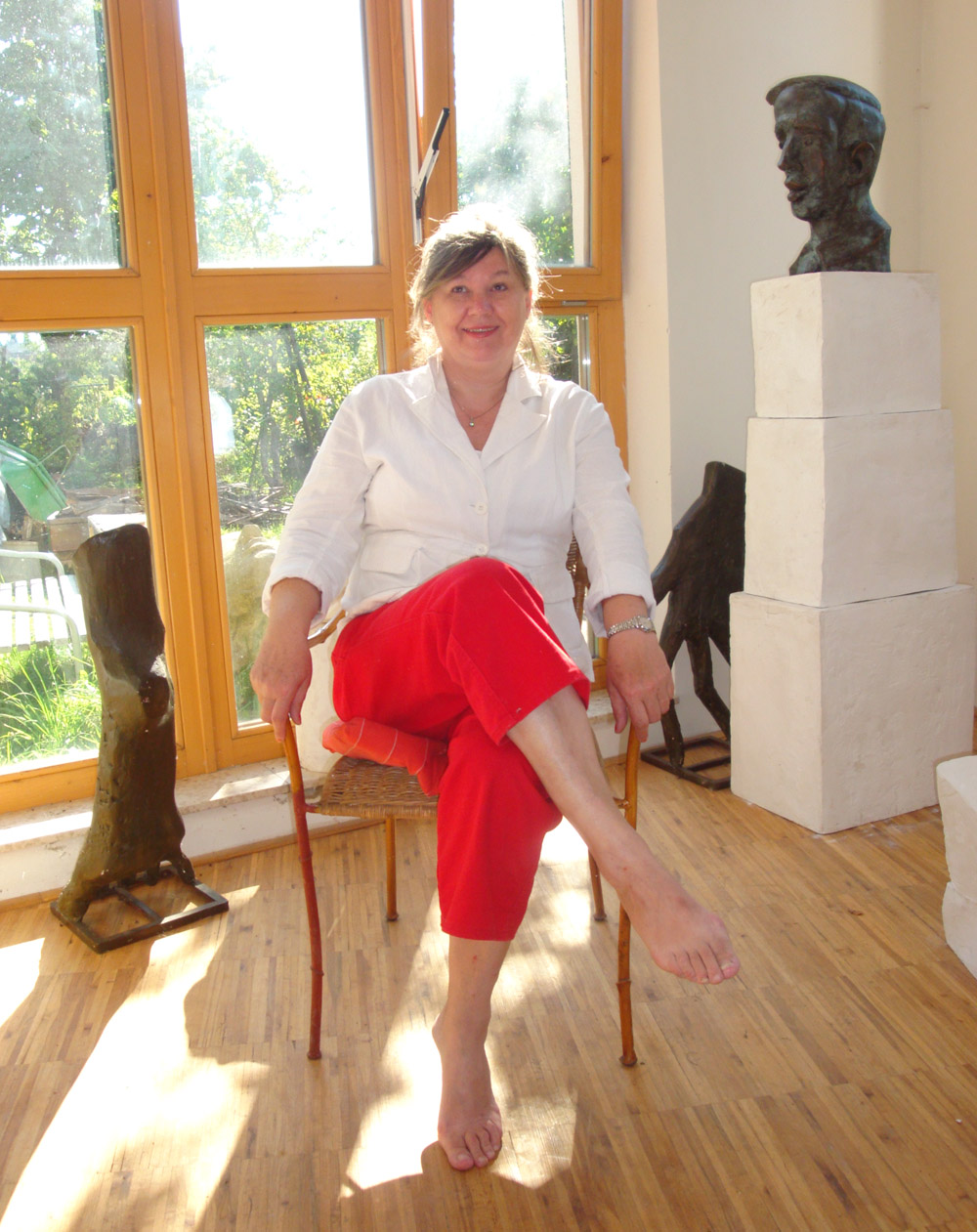
Ellen Jilemnická
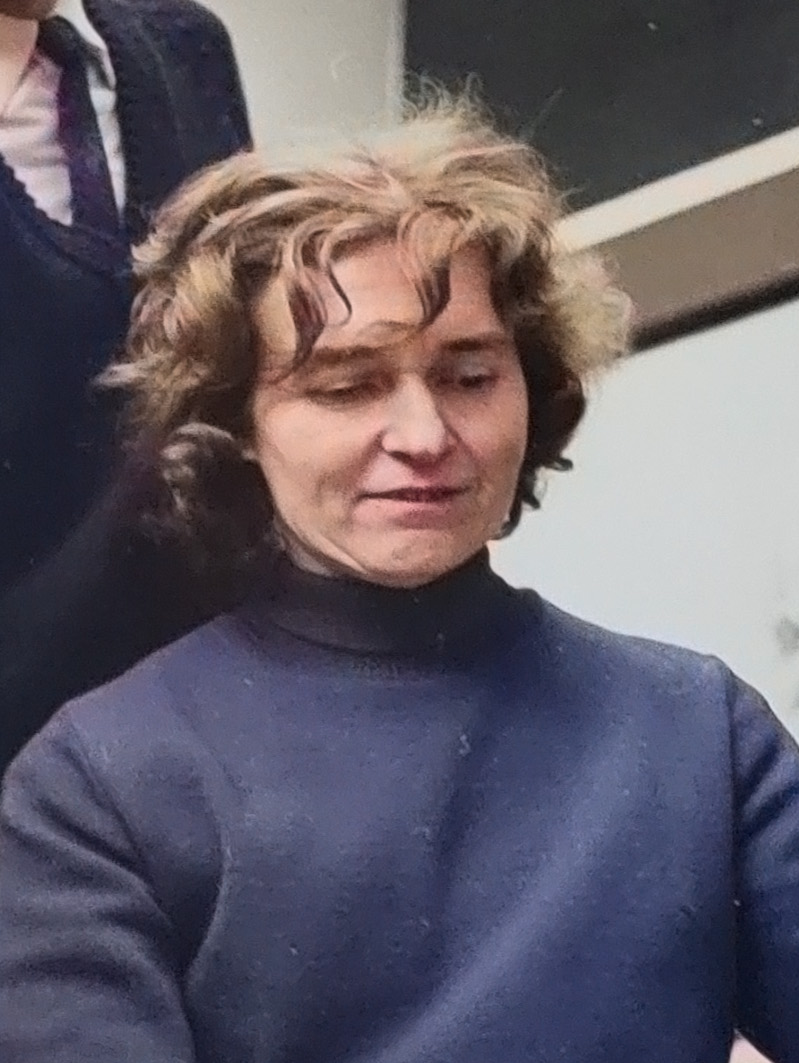
Helena Slavíková Hrušková
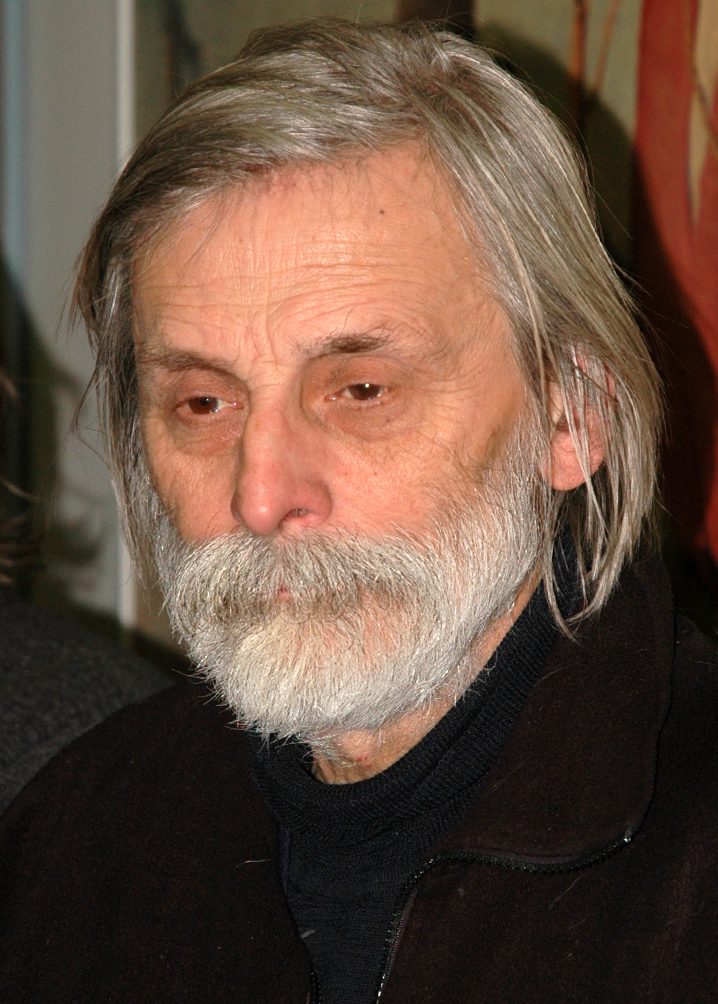
Petr Šmaha

### Organizace výstav, prezentace autorů
Hradčanská galerie Josefa Kalouska také organizuje výstavy ve velkých výstavních síních (Mladotův dům na Pražském Hradě; Novoměstská radnice v Praze; Slovenský rozhlas v Bratislavě) a prezentuje („vyváží“) české a slovenské výtvarné umění mimo Českou republiku (Londýn, Záhřeb, Bratislava, Moskva, ...). Galerie rovněž pracuje na vydávání životopisů autorů a prezentuje jejich osobnosti i jejich díla na výstavách mimo galerii a také v zahraničí. Galerie uspořádala i několik výstav známých umělců – Jan Zrzavý, Jiří Trnka, Karel Chaba (1925–2009), Jiří Anderle, ale i jinak populárních (např. naivních) umělců – Emma Srncová; Ivan Svatoš (* 1953), Petr Mirčev (* 1968).

### Spolupráce
Galerie spolupracuje se zahraničními ambasádami a kulturními organizacemi (PEN klub, Slovensko–český klub, Ukrajinská iniciativa nebo Česká asociace rusistů) a s výtvarníky se Slovenska a Polska. V galerii se konají i národnostní výstavy umění (ukrajinská, ruská, arménská, běloruská).
Na výstavách spolupracuje galerie s Městskou částí Praha 1 na následujících akcích:
- Malostranské setkávání (je zaměřeno na umělce žijící a tvořící na Malé Straně v Praze);
- Hradčanské hudební a výtvarné letní večery (propojují umění s hudbou, literaturou, divadlem nebo tancem);
- akce pro děti ve školách a školkách na Praze 1, kde fungují kroužky keramiky.[1]

Speciálním druhem spolupráce galerie je kontakt s uměleckými školami (např. se soukromou uměleckou školou Orphenica v Praze) a propagace tzv. „mladého umění“ nebo výstavy určené pro děti či za účasti dětí. Pro děti s vadami (poruchami) sluchu jsou určeny akce pořádané ve spolupráci s Foniatrickou klinikou v Praze.
Také jsou organizovány tematické kolektivní výstavy (výstavy děl spojených určitým tématem):
- Malostranské detaily;
- Alfons Mucha v současném umění;
- Malá Strana hudební;
- Poezie na Malé Straně apod.

### Služby pro veřejnost
Hradčanská galerie Josefa Kalouska poskytuje veřejnosti služby v oblasti umění (restaurování obrazů, odhady cen obrazů a jiných uměleckých děl, zakázková malba portrétů, prodej bytových uměleckých a designových doplňků – skleněné vitráže, intarzovaný nábytek, mozaiky, plastiky do prostoru, tapiserie, kovové objekty, fontány ... atd.

## Galerie Lapidárium
Od podzimu roku 2020 se působnost Hradčanské galerie Josefa Kalouska rozšířila i na Galerii Lapidárium. Tato galerie s unikátním výstavním prostorem pod klenbami je umístěna uprostřed Starého Města pražského nedaleko od Staroměstského náměstí, v přízemí domu v Rámové ulici číslo 6. (Dům je zapsán v seznamu UNESCO.) V galerii jsou k vidění (kromě předmětů týkajících se konkrétní dané výstavy) i stále umístěné originální barokní sochy významných mistrů (např. Ottavio Mosto či Matyáš Braun) a restaurované nástěnné malby datované rovněž do období baroka. Na stěnách jsou také mystická „historická grafitti“ jako otisk minulosti tohoto prostoru, který býval kdysi využíván jako písmomalířská dílna. Galerie Lapidárium je v majetku Světlany Kalouskové.

Galerie Lapidárium
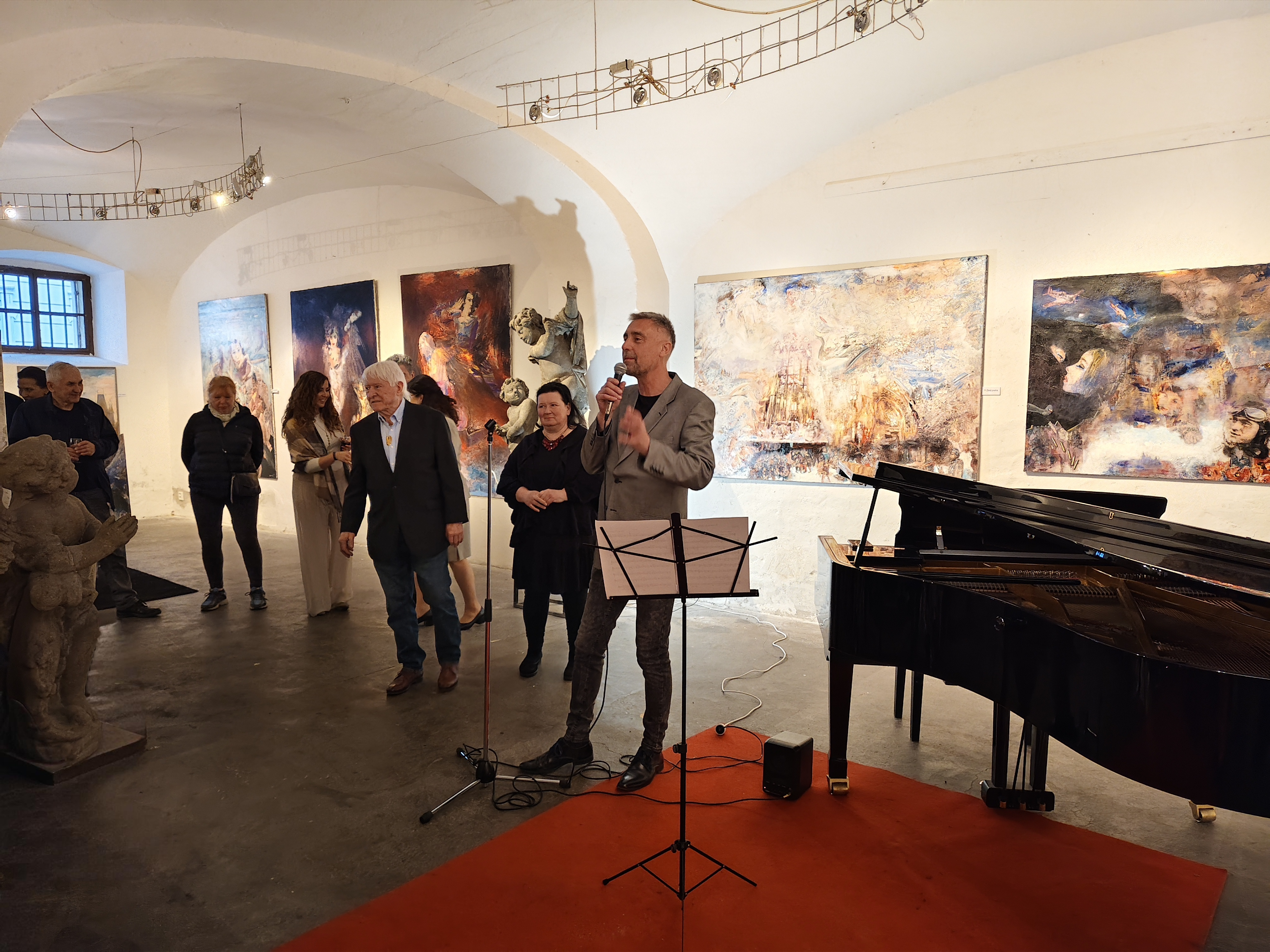
Pohled do části vnitřního prostoru Galerie Lapidárium
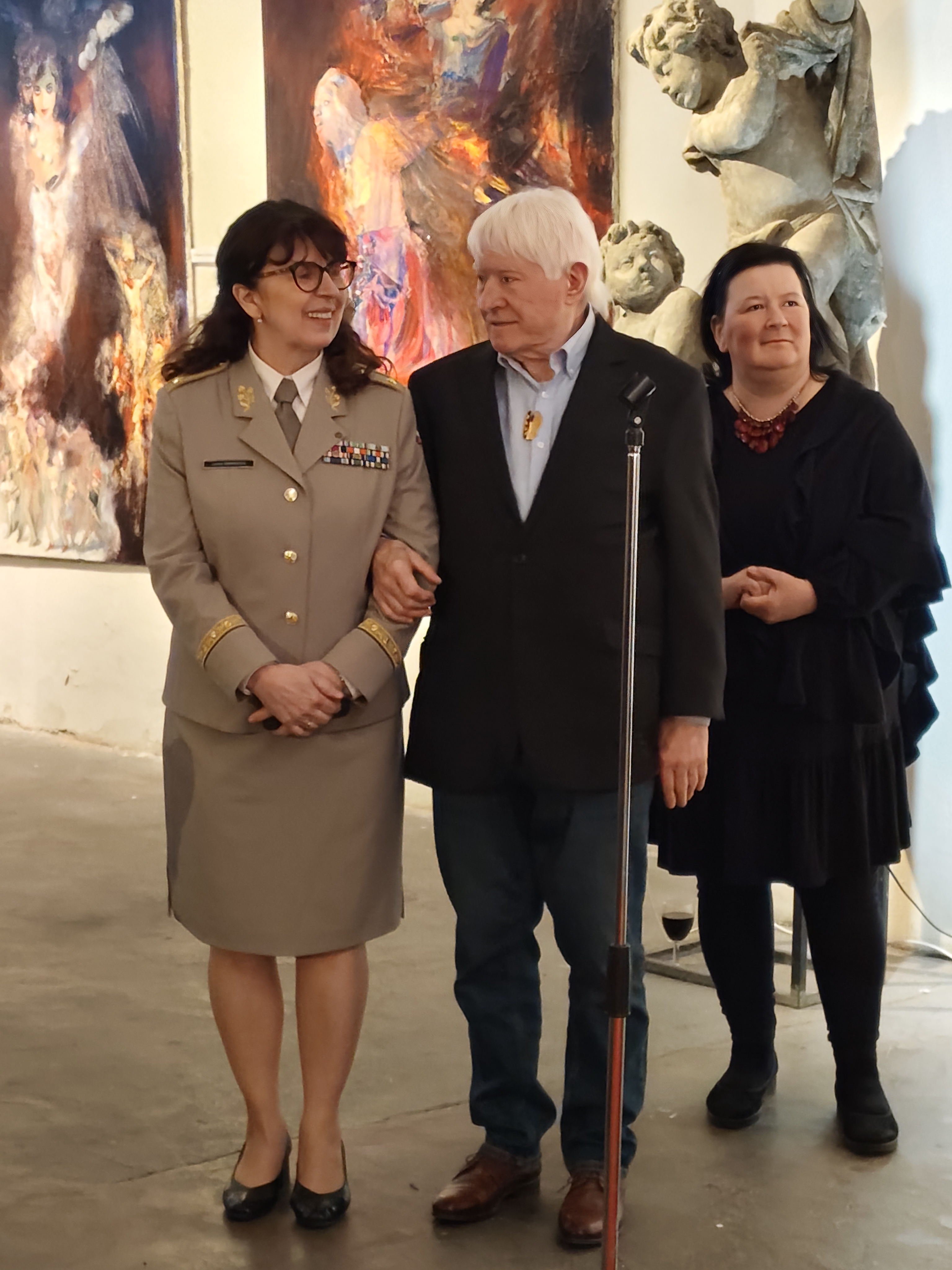
Světlana Kalousková (zcela vpravo) při vernisáži v Galerii Lapidárium
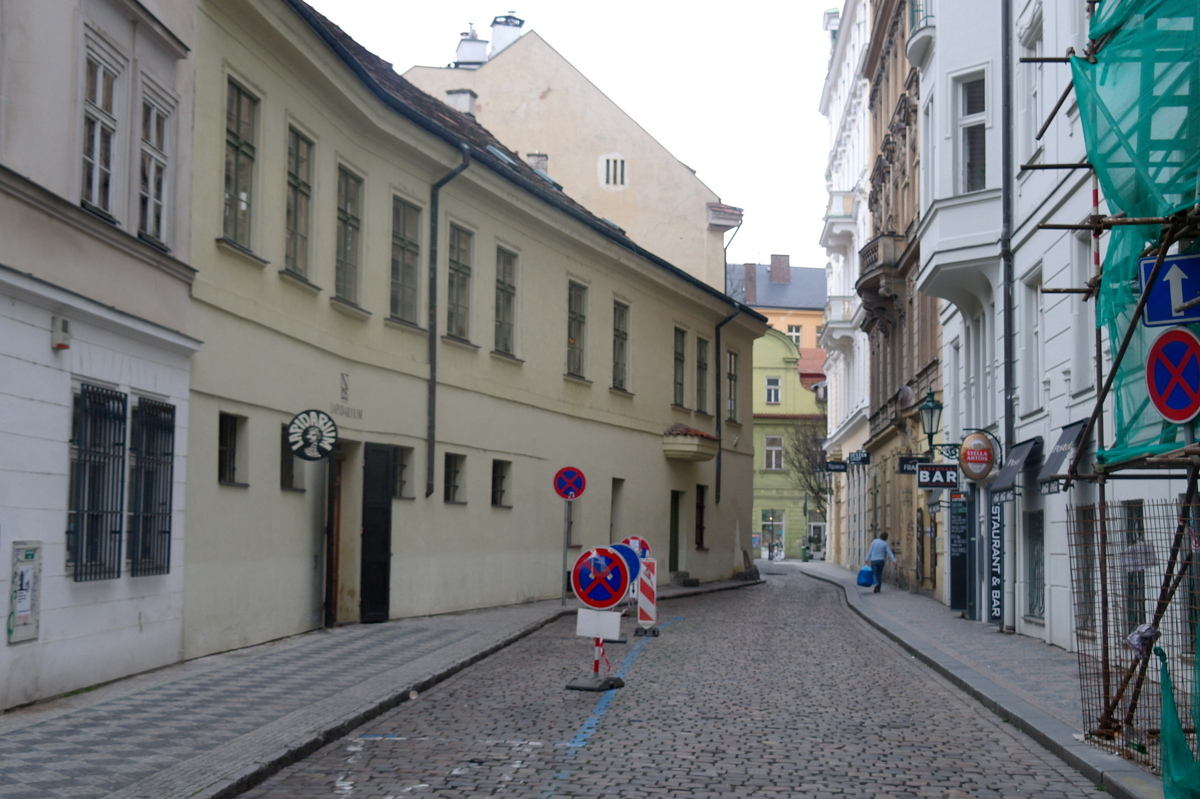
Pohled do ulice Rámová na dům číslo 6, kde se nachází Galerie Lapidárium